# Christian Theodor Weinlig
Christian Theodor Weinlig (Dresde, 25 juillet 1780 - Leipzig, 7 mars 1842) est un professeur de musique, compositeur et chef de chœur allemand et le 6e Thomaskantor après Jean-Sébastien Bach.

## Biographie
Weinlig abord étudié le droit entre 1797 et 1803 à l'Université de Leipzig et a travaillé jusqu'en 1803 comme avocat à Dresde. Il a ensuite commencé une formation musicale avec son oncle Christian Ehregott Weinlig, avec qui il a étudié pendant deux ans avant de se rendre à Bologne pour étudier avec Stanislao Mattei en 1806. À Bologne, il a été membre de l'Accademia Filarmonica. De 1814 à 1817, il a travaillé comme Kreuzkantor de l'église Sainte-Croix de Dresde. En 1823, il est devenu Thomaskantor à Leipzig, poste qu'il a gardé jusqu'à sa mort.
Parmi ses élèves les plus connus, on trouve la pianiste Clara Schumann et le compositeur Richard Wagner. Ce dernier lui a dédié sa première composition, sa sonate pour piano en si bémol majeur ; il a enseigné à Wagner à l'école Saint-Thomas de Leipzig.
Il est enterré à l'ancien cimetière Saint-Jean de Leipzig.

## Œuvres
- Dreißig kurze Singübungen für die Altstimme mit Begleitung des Pianoforte
- Theoretisch-praktische Anleitung zur Fuge, publié à Dresde en 1845, après sa mort.